# Hedeland
Hedeland er et stort rekreativt område beliggende mellem Hedehusene, Vindinge og Tune ca. 30 km vest for København.
Det 15 km² store, stærkt kuperede landskab er kunstigt, idet det er opstået ved en omfattende grusudvinding gennem mange år. Man kan sige, at den store byggeaktivitet i hovedstadsområdet siden 1960'erne har arret landskabet.
Siden 1970'erne har man ved et storstilet retableringsarbejde søgt at forvandle et grimt månelandskab med spredt affald til et spændende naturområde. I stedet for at søge at jævne bunkerne, har man valgt at regulere landskabet på forskellig område. Hovedparten af området har fået lov til at gro til af sig selv, men der er også plantet i nogle områder.
Resultatet er i dag et stort område med søer, bakker og en særpræget og varieret flora. Området gennemskæres af et omfattende net af stier.
I/S Hedeland blev stiftet i 1978 og er ejet af Høje-Taastrup, Roskilde og Greve kommuner. Indtil deres nedlæggelse ved kommunalreformen 1. januar 2007 var Roskilde og Københavns amter desuden også medejere. 
I Hedeland findes:
- Amfiteateret Opera Hedeland
- Golfbane
- Hedelands Veteranbane, en smalsporet jernbane på pt. 5,2 km
- Brandhøjbanen, en modeljernbane på over 1,2 km
- Vinterrasserne
- Ridebaner
- Gocartbaner
- Flintebjerg, Danmarks eneste skibakke med skilift[2][3]
- Motocross bane
- Naturlegeplads